# لیپنس ۹۶۴۰
سیارک ۹۶۴۰ (به انگلیسی: 9640 Lippens، نامگذاری:1994PP26) نه هزار و ششصد و چهلمین سیارک کشف شده‌است که در ۱۲ اوت ۱۹۹۴ کشف شد.
قدر مطلق سیارک برابر ۱۴٫۴۰ است.